# 西川博美 (建築デザイン学者)
西川博美（にしかわ ひろみ）は、日本の建築史学者・建築デザイン学者。岡山県立大学デザイン学部建築学科教授。一級建築士。博士（学術）（京都工芸繊維大学）。
専門は、建築史/産業遺産・建築デザイン、都市計画・まちづくり。

## 略歴
京都府生まれ。大阪工業大学工学部建築学科卒業。設計事務所に勤務後、ロンドンのAAスクール短期留学。帰国後、WR一級建築士事務所を設立。京都工芸繊維大学工芸科学研究科造形科学専攻博士課程修了、博士（学術）（京都工芸繊維大学）。京都芸術大学・京都女子大学等の非常勤講師を経て、2014年岡山県立大学に着任。2025年現在、 同大学デザイン学部建築学科教授。

## 主な研究
- 昭和初期の観光旅館の建設背景からみた岡山県下津井における観光活動の実態 : 旅館「鷲麓園」の建設に着目して
- 岡山県岡山市旧銀行を活用した地域の音楽活動拠点－旧日本銀行岡山支店・ルネスホール[1]
- 日本統治期の台湾における武徳殿の設計者について[2]
- 台湾における市区改正計画によらない軒下歩道(亭仔脚)の町並み形成について
- 公共空間の場の成立過程として捉える公会堂建築の歴史研究